# کوتسن (شهر اتریش)
کوتسن (به آلمانی: Kautzen) یک منطقهٔ مسکونی در اتریش است که در ناحیه وایدهوفن آن در تایا واقع شده‌است. کوتسن ۳۵٫۴۱ کیلومتر مربع مساحت دارد ۵۲۵ متر بالاتر از سطح دریا واقع شده‌است.